# Ивашина, Лариса Гавриловна
Лариса Гавриловна Ивашина (род. 30 марта 1944, Петушки) — советский и российский историк и археолог, кандидат исторических наук (1977). Специалист по неолиту и энеолиту Бурятии. Разработала подробную культурно-периодизационную схему неолита — энеолита Бурятии. Заслуженный ветеран СО РАН, ветеран труда, заслуженный деятель науки Республики Бурятия.

## Биография
Лариса Гавриловна родилась 30 марта 1944 года в городе Петушки Владимирской области. Родом из семьи служащих. Училась в Петушинской средней железнодорожной школе, которую окончила в 1961 году. Сразу после школы устроилась на работу в Петушинскую среднюю школу рабочей молодежи на должность библиотекаря, где проработал до 1963 года.
В 1963 году Лариса Гавриловна поступила на исторический факультет Московского государственного университета на кафедру археологии. Её учителями были Д. А. Авдусин, Л. Р. Кызласов, Г. А. Максименко. Дипломную работу писала у Л. Р. Кызласова. Обучаясь на последнем курсе МГУ впервые посетила город Улан-Удэ, приехав сюда вместе с однокурсницей из Бурятии М. Аюшеевой. Здесь познакомилась с археологами Е. А. Хамзиной, П. Б. Коноваловым и Е. М. Залкиндом, работавшими в БИОН СО РАН. Они же позднее подготовили запрос в университет, чтобы Ларису Гавриловну как молодого специалиста распределили в Улан-Удэ.
В 1968 году Лариса Гавриловна окончила университет и по распределению попала на должность старшего научного сотрудника Бурятского республиканского краеведческого музея, так как запрос был отправлен от Министерства культуры Бурятии. Первое время жила в самом музее, ночуя в экспозиционном зале. Во время работы в музее освоила новую для себя тему исследований неолита и энеолита Бурятии. Устраивала собственные экспедиции, став первым местным специалистом по исследованию неолита и энеолита Бурятии.
В 1973 году поступила в аспирантуру Института археологии РАН, по направлению БИОН СО РАН. Научным руководителем стал Л. Р. Кызласов, который не был сотрудником Института археологии РАН. В 1976 году окончила аспирантуру. В 1977 году в Москве защитила кандидатскую диссертацию на тему «Неолит и энеолит лесостепной зоны Бурятии».
В 1976 году перешла на работу в БИОН СО РАН на должность младшего научного сотрудника и проработала здесь до 2006 года: в 1982—1986 годах — учёный секретарь, 1986—1999 годах — заместитель директора по научной работе, с 1999 года — старший научный сотрудник археологической лаборатории отдела истории и культуры Центральной Азии.
Лариса Гавриловна награждена почетными грамотами, имеет почётный знак «Заслуженный ветеран СО РАН», является ветераном труда, заслуженный деятель науки Республики Бурятия.
В апреле 2024 года, к юбилею Ларисы Гавриловны, в Музее БНЦ СО РАН прошла выставка, посвященная Ларисе Гавриловне, её биографии, трудам и археологическим находкам.

## Научная деятельность
Во время учёбы в университете проходила полевую практику под руководством Д. А. Авдусина на раскопках в городе Смоленске, где были обнаружены берестяные грамоты XII века. Принимала участие в раскопках в Туве в составе Саяно-Тувинской экспедиции под руководством М. П. Грязнова. На последних курсах университета участвовала в раскопках могильника в Хакасии в составе отряда Г. А. Максименкова.
Под её руководством археологические экспедиции Бурятского республиканского краеведческого музея вели раскопки на территории Еравнинского района Бурятии открыв более 15 стоянок от неолита до бронзы и разновременный могильник Бухусан. В 1978—1981 годах ею были открыты и раскопаны местонахождения от неолита до бронзового века в Кижингинском, Закаменском, Иволгинском районах.
Лариса Гавриловна разработала подробную культурно-периодизационную схему неолита — энеолита Бурятии. Написала монографию посвященную анализу материалов и данных по неолиту и энеолиту Бурятии. Монография стала первым подобным изданием по этой теме. Всего Лариса Гавриловна опубликовала более 30 научных работ.

### Основные публикации
- Неолитический могильник на оз. Исинга // Археологические открытия 1970 г. — Москва, 1971. — С. 196—197.
- Могильник Бухусан (результаты работ 1970 г.) // Якутия и её соседи в древности. — Якутск: Изд-во ЯФ СО АН СССР, 1975. — С. 79-87
- Неолит и энеолит лесостепной зоны Бурятии. — Новосибирск: Наука, 1979. —155с;
- Новые материалы по археологии бронзового века Забайкалья // Известия СО АН СССР, сер. общ. наук, № 1, вып. 1, 1975.— С. 98-103;
- К вопросу о культурной принадлежности могильника Бухусан // Новое в археологии Забайкалья. — Новосибирск: Наука, 1981. — С. 32-37;
- Поселения эпохи позднего неолита — раннего металла у озёр Кулькисон и Харга // По следам древних культур Забайкалья. — Новосибирск: Наука, 1983.—С. 45-61;
- Комплекс неолитических орудий из таёжной зоны Северо-Восточной Бурятии // Древнее Забайкалье и его культурные связи. — Новосибирск: Наука, 1985. — С. 147—154;
- О раннем неолите Западного Забайкалья // Культуры и памятники эпохи камня и раннего металла Забайкалья. — Новосибирск: Наука, 1993. — С. 81-88;
- Археологические исследования (1958—1996) // Гуманитарные исследования в Бурятии (к 75-летию БИОН). — Улан-Удэ, 1997. — С. 52-62;
- Археологические исследования в зоне БАМа // Байкало-Амурская магистраль на территории Бурятии: история строительства, её роль в хозяйственном освоении региона. — Улан-Удэ, 1999. — С. 76-85;
- Элементы китайской культуры в неолите Забайкалья // Проблемы истории и культуры кочевых цивилизаций Центральной Азии. — Т. I . Археология. Этнология. — Улан-Удэ, 2000.—С. 55-60.